# Depths (album)
Albums de Oceano
Contagion
(2009)
Depths est le premier album par le groupe américain de deathcore Oceano qui est sorti le 7 avril 2009 avec Earache Records. Des vidéoclips ont été réalisés pour les chansons District of Misery et A Mandatory Sacrifice.

## Liste des pistes
| 1.    | Descent                           | 0:58 |
| 2.    | Inhuman Affliction                | 3:17 |
| 3.    | A Mandatory Sacrifice             | 4:05 |
| 4.    | Samael the Destroyer              | 3:53 |
| 5.    | Fractured Frames, Scattered Flesh | 2:36 |
| 6.    | Disgust for Your Kind             | 3:13 |
| 7.    | Depths                            | 6:24 |
| 8.    | District of Misery                | 3:13 |
| 9.    | With Legions                      | 4:04 |
| 10.   | Slaughtered Like Swine            | 3:09 |
| 11.   | Empathy for Leviathan             | 2:57 |
| 12.   | Plague Campaign                   | 4:07 |
| 13.   | Abysm                             | 2:24 |
| 50:45 |                                   |      |

| 1. | Involuntary Demoralization | 3:03 |
| 2. | Orificial Execution        | 3:22 |
| 3. | Melody of the Sirens       | 0:37 |

## Membres
- Jason Jones - basse
- Andrew Mikhail - guitare
- Jeremy Carroll - guitare
- Adam Warren - voix
- Daniel Terchin - batterie